# Дом свечной лавки
Дом свечной лавки — двухэтажный особняк 1770-х годов постройки по набережная VI Армии в городе Вологде Вологодской области. Памятник архитектуры регионального значения. В настоящее время здание принадлежит структурам органов Министерства обороны Российской Федерации.

## История
Недалеко от храма Иоанну Златоусту по Набережной VI армии разместился купеческий двухэтажный дом, в народе обычно называемый «Домом свечной лавки», по причине размещением в нём епархиального склада церковных вещей.

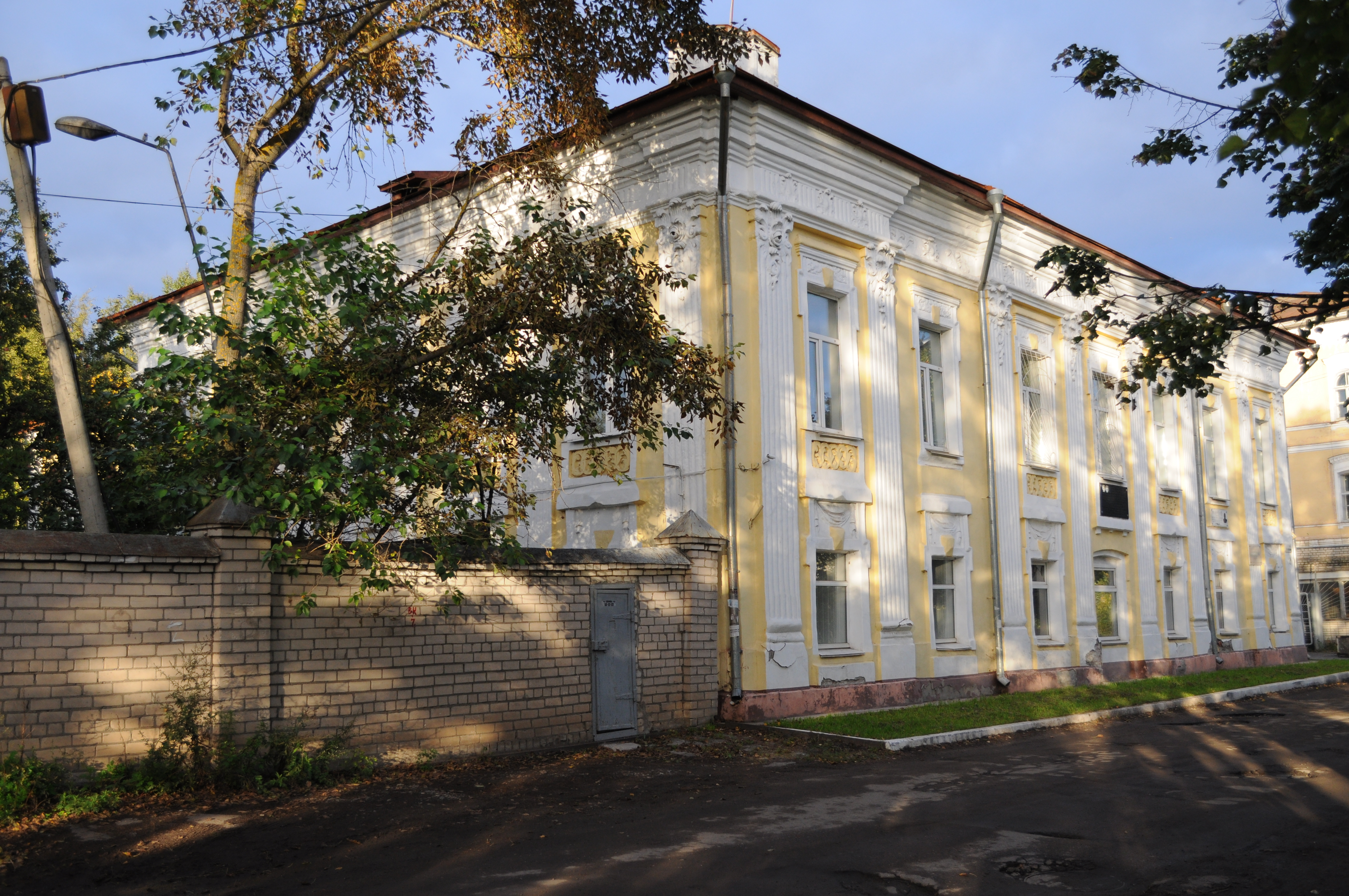
Общий вид

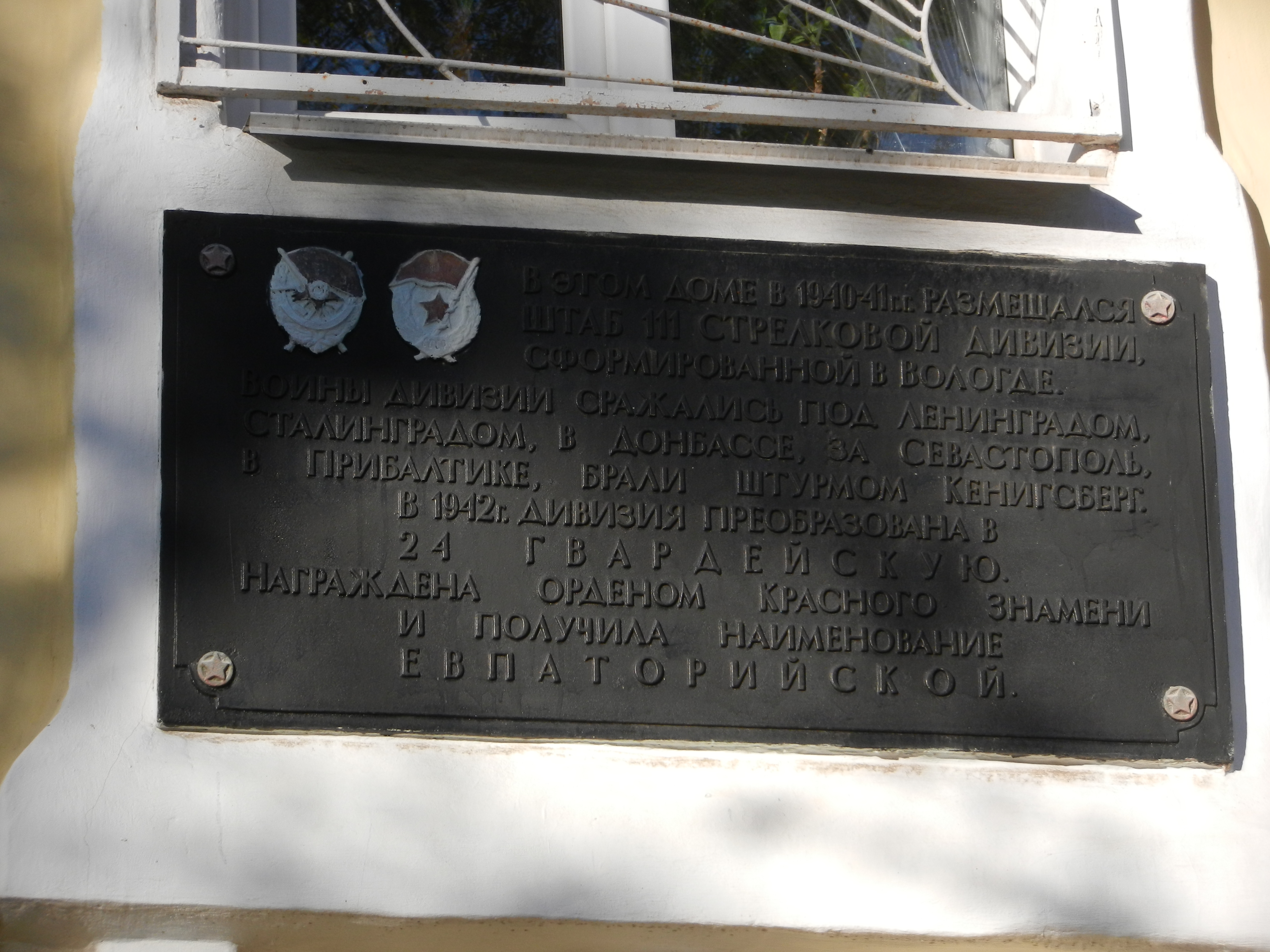
Памятная табличка

Здание это было выстроено в стиле классицизма с элементами барокко во второй половине XVIII века, точное время неизвестно. На плане города от 1781 года этот особняк уже обозначен, поэтому, с учётом характер самой архитектуры строения, датой его строительства предполагается что были 1770-е годы.
С XIX века в этом строении размещался епархиальный склад и свечной завод. В суровые годы Великой Отечественной войны в особняке формировалась стрелковая дивизия. Сейчас здание принадлежит военному ведомству.
Постановлением Совета Министров РСФСР № 1327 от 30.08.1960 года строение отнесено к памятникам архитектуры регионального значения и находится под охраной государства.

## Архитектура
«Дом свечной лавки» отличается композиционной схемой фасада этого однотипного здания, расчлененного крупными пилястрами. Этот дом отличается от других подобных строений слабыми выступами типа ризалитов в центре и по краям фасада, а также выполнена совершенно иная трактовка отдельных архитектурных деталей. Пилястры особняка каннелированные и неожиданно завершаются розетками с прихотливыми завитками вместо капителей. Барочные вставки в виде раковин украшают фриз антаблемента и чередуются с классическими триглифами. Окна с «полотенцами» над нижними проемами и филенчатыми нишами с лепниной из переплетенных колец под верхними соответствуют духу раннего классицизма.
Парадный зал второго этажа здания, который хорошо сохранился до наших дней, даёт ответы о великолепии прежней отделки интерьера особняка. Стены оформлены фигурными рамками-филенками; неглубокие ниши, арочные, расположены в центре каждой из стен. В них находятся пирамидальные обелиски, увенчанные вазами. Лепнина плафона дополняет нарядный декор зала.